# 以物配主
以物配主（阿拉伯语：‎），又译为举伴或什尔克，是伊斯兰教中拜偶像（即神化或崇拜除真主之外的任何人或任何事物）或多神教的罪。根據伊斯兰教教義，安拉不会分享他的神圣属性給任何東西。根据认主学，不能将任何東西与真主联系起来。以物配主的人被称为穆什里克（阿拉伯语：‎，Mushrik，字面意思是“联合”），是指与真主一起接受其他神灵（作为真主“同伙”）。古兰经认为配主是一种罪，如果一个人至死依然没有悔改，就不会得到宽恕。